# Louise Ayres Garnett
Louise Ayres Garnett (Plymouth, Indiana, 1860 - 1937) fou una escriptora i compositora estatunidenca.
Estudià en el Seminari Dearborn de Chicago, i va escriure:
- The Muffin Shop (1980);
- The Rhymin Ring (1910);
- Master Will of a Midwinter Night's Dream and the incidental music, drama en tres actes (1916);
- The Merrymakers (1918);
- Three to Make Ready, tres peces dramàtiques per a la infancia (1922);

A més, va escriure;
- la lletra de The New Earth, oratori, música de Henry Hadley;
- A Forest Rondo, cantata sobre un text de Shakespeare (1919);
- The Courtship of Miles Standisch (1920);
- l'oratori Resurgam, lletra seva i música de Henry Hadley;
- The Loves Mirtil, drama líric (1926);
- Foe Walks in Her Garden (1926);
- A Fairy Wedding (1927);
- Joyous Pretender (1928).